# Varese Sportiva 1931-1932
Questa voce raccoglie le informazioni riguardanti la Varese Sportiva nelle competizioni ufficiali della stagione 1931-1932.

## Organigramma societario
Area direttiva
- Presidente: Comm. Franco Aletti
- Consiglio direttivo: Michele Frattini, Ferrario, Gnocchi, Dott. Pisoni, Adeo Ghiringhelli, Minazzi, Carlo Bianchi, Piero Pastorino, Testa.

Area organizzativa
- Segretario: Piero Pastorino

Area tecnica
- Allenatore: ???

## Rosa
| N. |                      | Ruolo | Calciatore            |
| -- | -------------------- | ----- | --------------------- |
|    | Italia (bandiera)    | A     | Luigi Alabiso         |
|    | Italia (bandiera)    |       | Giancarlo Ambrosetti  |
|    | Argentina (bandiera) | P     | Alberto Bernasconi    |
|    | Italia (bandiera)    | A     | Berrini               |
|    | Italia (bandiera)    | C     | Renato Bizzozzero     |
|    | Italia (bandiera)    | D     | Gianni Broggi         |
|    | Italia (bandiera)    | A     | Mario Cappa           |
|    | Italia (bandiera)    | A     | Ugo Casoli (II)       |
|    | Italia (bandiera)    | D     | Guerrino Cattaneo (I) |
|    | Italia (bandiera)    | C     | Luigi Cattaneo (II)   |
|    | Italia (bandiera)    |       | Luigi Ceriani         |
|    | Italia (bandiera)    | A     | Piero Colombo         |
|    | Italia (bandiera)    | A     | Giulio Ferrari        |
|    | Italia (bandiera)    | A     | Flaminio Landini      |

| N. |                   | Ruolo | Calciatore               |
| -- | ----------------- | ----- | ------------------------ |
|    | Italia (bandiera) | P     | Marazzi                  |
|    | Italia (bandiera) |       | Mario Mazzola            |
|    | Italia (bandiera) |       | Mentasti                 |
|    | Italia (bandiera) | C     | Renzo Maroni             |
|    | Italia (bandiera) | C     | Alfredo Milano           |
|    | Italia (bandiera) |       | Natale Pedetti (I)       |
|    | Italia (bandiera) | C     | Carlo Pontiggia (I)      |
|    | Italia (bandiera) | A     | Coriolano Pontiggia (II) |
|    | Italia (bandiera) |       | Narciso Sacchiero        |
|    | Italia (bandiera) | D     | Livio Semelli            |
|    | Italia (bandiera) | A     | Vittorio Torti (I)       |
|    | Italia (bandiera) | C     | Francesco Viscardi       |
|    | Italia (bandiera) | C     | Emilio Zafferri          |
|    | Italia (bandiera) | C     | Pierino Zonda            |

## Arrivi e partenze
| Acquisti | Acquisti         | Acquisti        | Acquisti   |
| -------- | ---------------- | --------------- | ---------- |
| A        | Luigi Alabiso    | Virtus Spoleto  | congedo    |
| ?        | Luigi Ceriani    | Pro Patria      | definitivo |
| A        | Flaminio Landini | Civitavecchiese | congedo    |
| C        | Pierino Zonda    | ???             | definitivo |

| Cessioni | Cessioni            | Cessioni      | Cessioni   |
| -------- | ------------------- | ------------- | ---------- |
| D        | Giuseppe Ballerio   | Bari          | definitivo |
| C        | Carlo Bianchi       | ???           | definitivo |
| D        | Luigi Ferrario      | Pro Lissone   | definitivo |
| A        | Giuseppe Galimberti | Pavia         | definitivo |
| A        | Rolando Marianelli  | Sempre Avanti | definitivo |
| ?        | Piccardi ?          | ???           | definitivo |
| P        | Giuseppe Raimondi   | ???           | definitivo |
| ?        | Roncoroni           | ???           | definitivo |